# Căderea Mosulului
Căderea Mosulului s-a produs între 4-10 iunie 2014, când statul islamic Irak și insurgenții Levant (ISIS), inițial conduși de Abu Abdulrahman al-Bilawi, au învins Armata irakiană, condusă de generalul locotenent Mahdi Al-Gharrawi.
În ianuarie 2014, ISIL a preluat controlul asupra lui Fallujah și Ramadi, provocând conflictul cu Armata irakiană.
La 4 iunie, insurgenții și-au început eforturile pentru capturarea Mosul. Armata irakiană avea 30.000 de soldați (majoritatea soldați fantomă) și alți 30.000 de polițiști federali staționați în oraș, în fața unei forțe de atac de 1.500 de membri. Cu toate acestea, după șase zile de lupte, orașul, Aeroportul Internațional Mosul și elicopterele situate acolo toate au căzut sub controlul ISIS. Se estimează că 500.000 de civili au fugit din oraș, din cauza conflictului.
Forțele irakiene au inițiat o ofensivă pe 17 octombrie 2016, pentru a recaptura orașul, reușind în eforturile lor la sfârșitul lunii iulie 2017.